# グリーンライン (イスラエル)

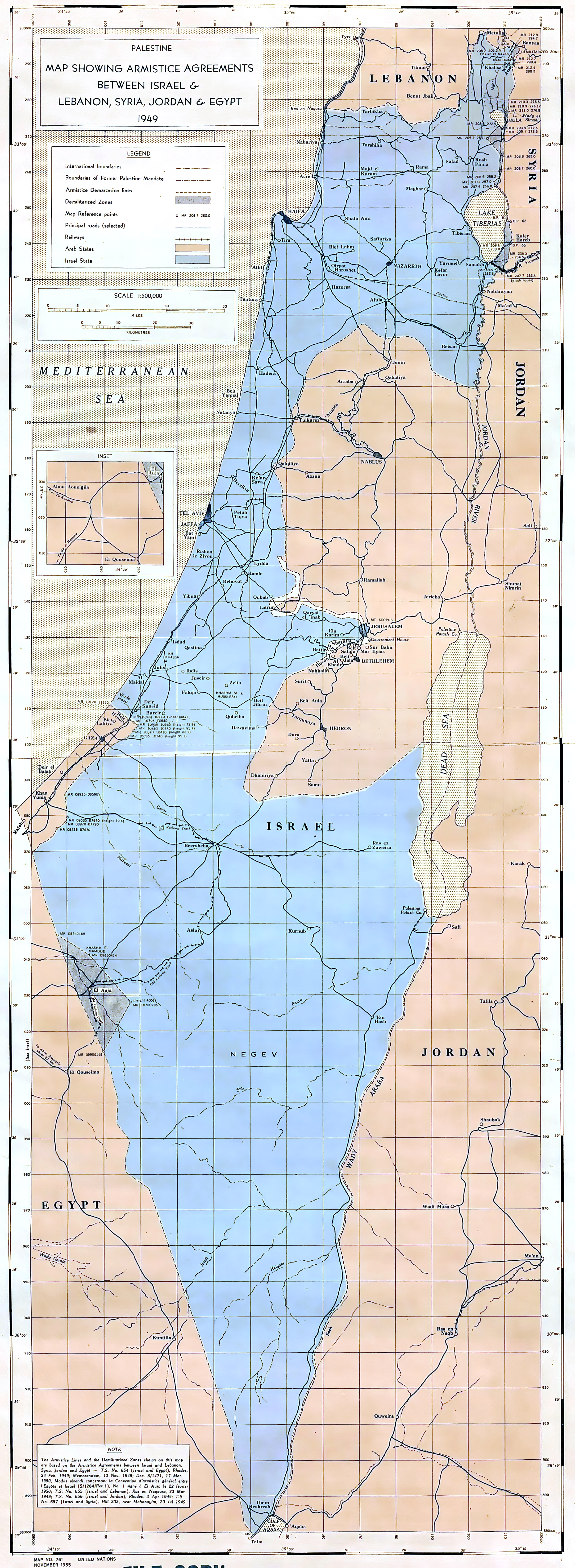
1955年に国連が作成した地図で、1949年から1950年にイスラエルとレバノンとシリアとヨルダンとエジプトの間で合意した停戦ラインが示されている

グリーンライン（英: Green Line）とは国際社会で認知されているイスラエルとアラブ国家との境界線のこと。

## 概要
第一次中東戦争における1949年に休戦協定として発効されたイスラエルとアラブ国家との休戦ラインのことを指す。「グリーンライン」という名称は休戦協定で記された地図の境界線が緑色であったことに由来する。
この休戦ライン（停戦ライン）でイスラエルはガザ地区（エジプトが実効支配）とヨルダン川西岸地区（ヨルダンが実効支配）を除くパレスチナの地域を実効支配した。またエルサレムは東部（東エルサレム）をヨルダンが実効支配し、西部（西エルサレム）をイスラエルが実効支配するという形で東西に分割された。1949年の休戦ライン（停戦ライン）ではイスラエルにとって1947年11月の採択された国際連合総会決議181（パレスチナ分割決議）よりも広い国土を実効支配することになった。1949年の休戦ライン（停戦ライン）は当初は休戦による一時的な境界線とされ、恒久的な境界線を意図したものではなかった。
1967年6月の第三次中東戦争でイスラエルはパレスチナ地域のガザ地区と東エルサレムを含むヨルダン川西岸地区とエジプト領のシナイ半島とシリア領のゴラン高原を実効支配した。それに対して同年11月の国際連合安全保障理事会決議242で「最近の戦闘での占領地域からのイスラエルの撤退」が決議される形で「グリーンライン」への回帰が確認されたと解釈されている。また、イスラエル政府は第三次中東戦争で獲得した占領地でユダヤ人の流入を認めてユダヤ人入植地とする一方でパレスチナ難民等の非ユダヤ人の流入を厳しく制限している他、社会インフラにおいて入植者であるユダヤ人に便宜を図る一方で先住民であるアラブ人に損失を与えるという差別的政策を採っているが、これについて国際社会は占領権力が自国市民を占領地域に移住させることを禁じたジュネーブ第4条約第49条に違反すること等を根拠として、国連安保理決議452（1979年）や国連安保理決議465（1980年）が決議され、1967年以降にイスラエルが占領した領土での入植地の建設を国際法違反として撤回を求めている。シナイ半島については1979年3月に発効されたエジプト・イスラエル平和条約でイスラエルからエジプトに返還された。1980年7月に成立したエルサレム基本法は東エルサレムを含む統一エルサレムをイスラエルの不可分かつ永遠の首都と宣言する形で東エルサレムを恒久的領土と宣言する内容とされており、イスラエルがエルサレムにおいてグリーンラインを完全に無視するものとされている。
1993年のオスロ合意後に発足したファタハによるパレスチナ自治政府は将来のパレスチナ国家樹立を目指しており、グリーンラインを二国家解決に向けた国境線画定の出発点とするよう要求している。イスラエルは二国家解決において明白な国境線の考えを示していない。
2002年からイスラエルによってヨルダン川西岸地区の分離壁が建設されているが、ユダヤ人入植地を囲むために何割かの部分がグリーンラインよりパレスチナ側に入り込んでおり、ユダヤ人入植地を恒久的なイスラエルの領土とするための既成事実化を目論んでいるとも言われている。